# Gereformeerde kerk (Tienhoven)
De gereformeerde kerk in de Nederlandse plaats Tienhoven (Stichtse Vecht) is een voormalig kerkgebouw. 
De kerk is in gebruik genomen in 1887. Rond 1965 is het gebouw vernieuwd onder leiding van Dick Egberts. Sinds 2002 is de kerk niet meer als zodanig in gebruik. Anno 2020 stond het gebouw op de nominatie om te worden gesloopt tot Tienhovenaren het kerkgebouw aankochten om te behouden.